# Get Lucky
Get Lucky je šesti studijski album Marka Knopflera izdan 2009. godine. Sve pjesme na albumu napisao je Mark Knopfler.

## Popis pjesama
1. "Border Reiver" – 4:35
2. "Hard Shoulder" – 4:33
3. "You Can't Beat the House" – 3:25
4. "Before Gas and TV" – 5:50
5. "Monteleone" – 3:39
6. "Cleaning My Gun" – 4:43
7. "The Car Was the One" – 3:55
8. "Remembrance Day" – 5:05
9. "Get Lucky" – 4:33
10. "So Far from the Clyde" – 5:58
11. "Piper to the End" – 5:47
12. "Early Bird" – 5:36 (ne nalazi se na CD-u, izdan na iTunesu)
13. "Time In The Sun" – 2:52 (ne nalazi se na CD-u, izdan na Amazonu)

Posebno izdanje sadrži dodatni CD sa sljedećim pjesmama:
1. "Pulling Down the Ride" - 2:41
2. "Home Boy" - 3:15
3. "Good as Gold" - 3:27